# Lepidurus lemmoni
Lepidurus lemmoni är en kräftdjursart som beskrevs av Edward Morell Holmes 1894. Lepidurus lemmoni ingår i släktet Lepidurus och familjen Triopsidae. Inga underarter finns listade i Catalogue of Life.